# 15-cm-Kanone L/40 i.R.
Die 15-cm-S.K. L/40 i. R. war ein deutsches weitreichendes Flachfeuergeschütz des Ersten Weltkrieges. Basierend auf dem schweren 15-cm-Marinegeschütz SK L/40 wurde zu Beginn des Ersten Weltkrieges eine Geschützreihe zur Unterstützung der Feldartillerie geschaffen.

## Entwicklung
Die frühe Phase des Ersten Weltkrieges zeigte, dass man auf den sich nun ergebenden Stellungskrieg mit dem vorhandenen Artilleriebestand nicht ausreichend vorbereitet war. Insbesondere war es nun erforderlich gegnerische Artillerie, Truppenkonzentrationen und Depots hinter der eigentlichen Hauptkampflinie angreifen zu können. Die Marine verfügte über Geschütze die weit schießen konnten. Eines dieser Geschütze war die 15-cm SK L/40, Krupp für die Marine entwickelt hatte.
Mit dem Produktionsbeginn 1898 war es auf Linienschiffen der alten Kaiser-Klasse sowie der Wittelsbach-Klasse in größeren Stückzahlen verwendet worden. Die Schiffe wurden bereits 1915 aufgrund ihres geringen Kampfwerts wie ihres den modernen Anforderungen nicht mehr gerechten Unterwasserschutzes außer Dienst gestellt und desarmiert.
Aus Arsenalen, Küstenbefestigungen und von den veralteten Schiffen wurden vorhandene Geschütze abgezogen und ins Krupp-Werk geschickt, um Geschütze für den Stellungskrieg zu schaffen. Da die Marine eine Mittelpivotlafette benutzte, um die erheblichen Rückstoßkräfte auf das Schiff zu übertragen, mussten bei einer Lafettierung in Räderlafette größere Umbauten für die Brems- und Vorholvorrichtung vorgenommen werden. Das Rohr samt Wiege der Waffe wurden auf eine robuste einholmige Kastenlafette montiert und wog damit über zehn Tonnen.
Nach Schirmer ist die „15-cm-Schnellladekanone in Räderlafette L/40 (15-cm.S.K. L/40 i. R.)“ eines der „Aushilfsmarinegeschütze“.
Das Geschütz mit Lafette wog über 10 t. Man benötigte 14 Pferde um es zu transportieren. Später wurde für den Kraftzug der Transport mit Nachlaufanhänger und Sattelschleppstütze möglich. Zum Geschütz gehörte eine Bettung, die mit Bettungswagen 9.150 kg wog.

## Einsatz
Der starke Rückstoß beim Abfeuern des Geschützes konnte von der Lafette nur ungenügend aufgefangen und abgeleitet werden. Der Holm grub sich beim Abschuss stets bis zum Anschlag in den Erdboden ein. Als Abschussbasis diente daher auch eine aus Beton gegossene Barbette. Die Bezeichnung hierfür war 15-cm KiSL (Kanone in Schirmlafette).
Die Schirmlafette ermöglichte einen Seitenrichtbereich von 60°.
Die Radlafette war nicht geeignet das Geschütz als Einzellast in die Feuerstellung zu bringen. Der Transport erfolgte in drei Lasten (Rohr, Lafette und Plattform).
Nach einzelnen Quellen wurden auf den Lafetten auch 15-cm SK L/45 montiert. Ob diese entsprechend als Feldkanone anders benannt wurden, ist nicht geklärt.
Als 1916 ausreichend moderne Geschütze vorhanden waren, wurden 6 Geschütze der verbündeten bulgarischen Armee überlassen, welche diese an der Thessaloniki-Front einsetzte.
Entgegen jeder anderen Vermutung war das Geschütz trotz seiner Einschränkungen sehr erfolgreich. Einige dieser Geschütze wurden bis 1944 im Küstenschutz weiterverwendet.

## Galerie

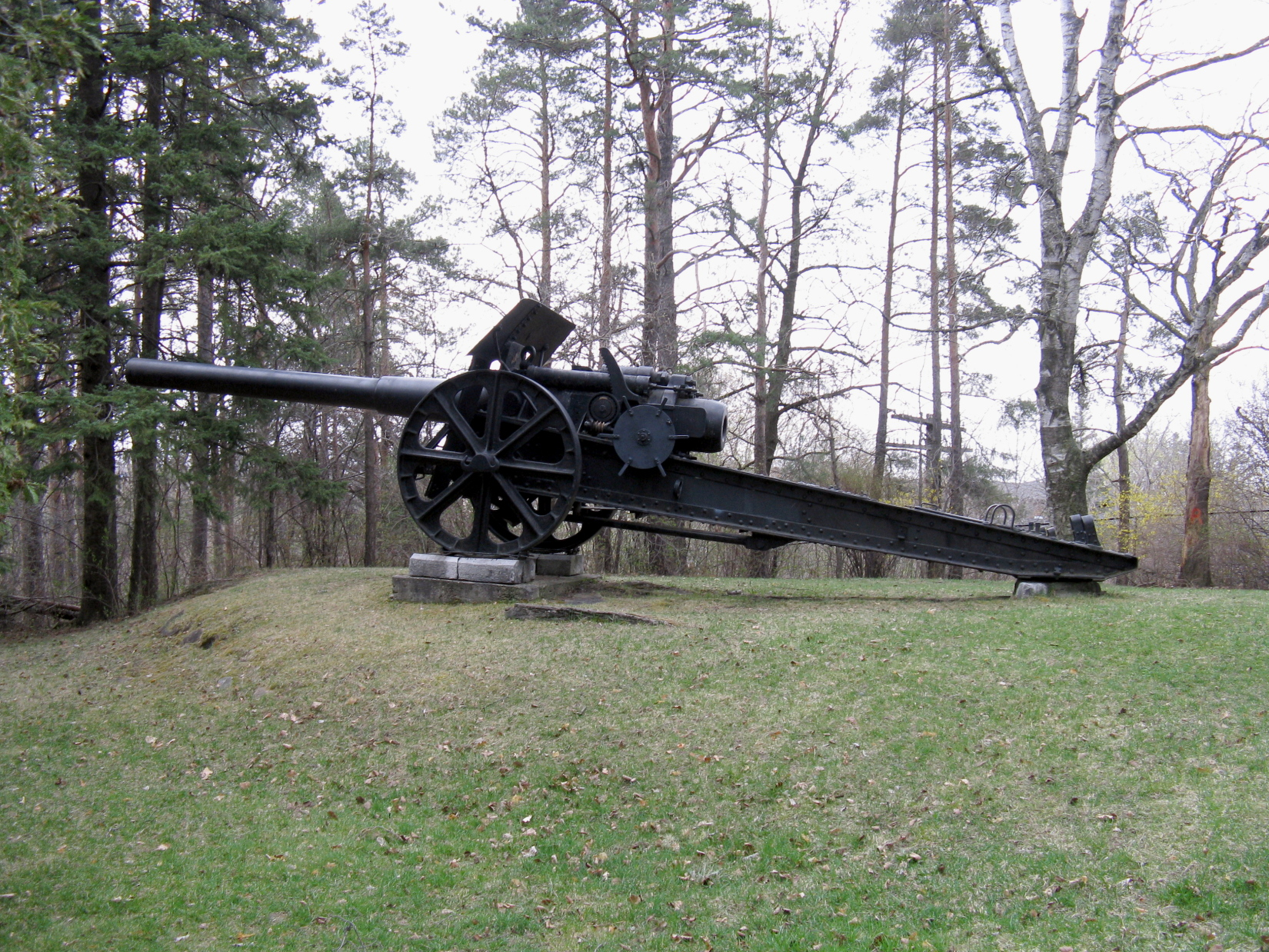
150-mm-Feldkanone L/40
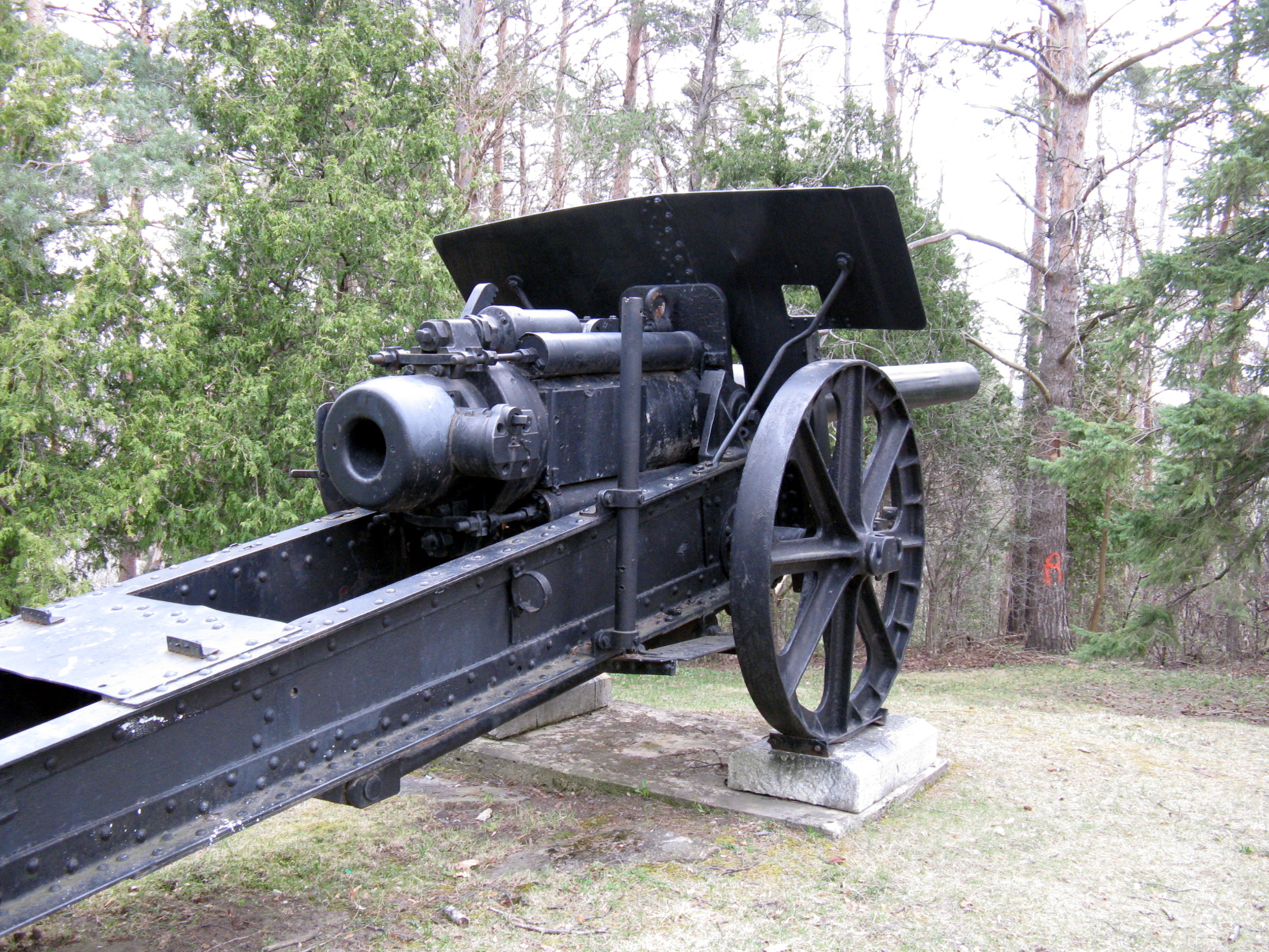
150-mm-Feldkanone L/40
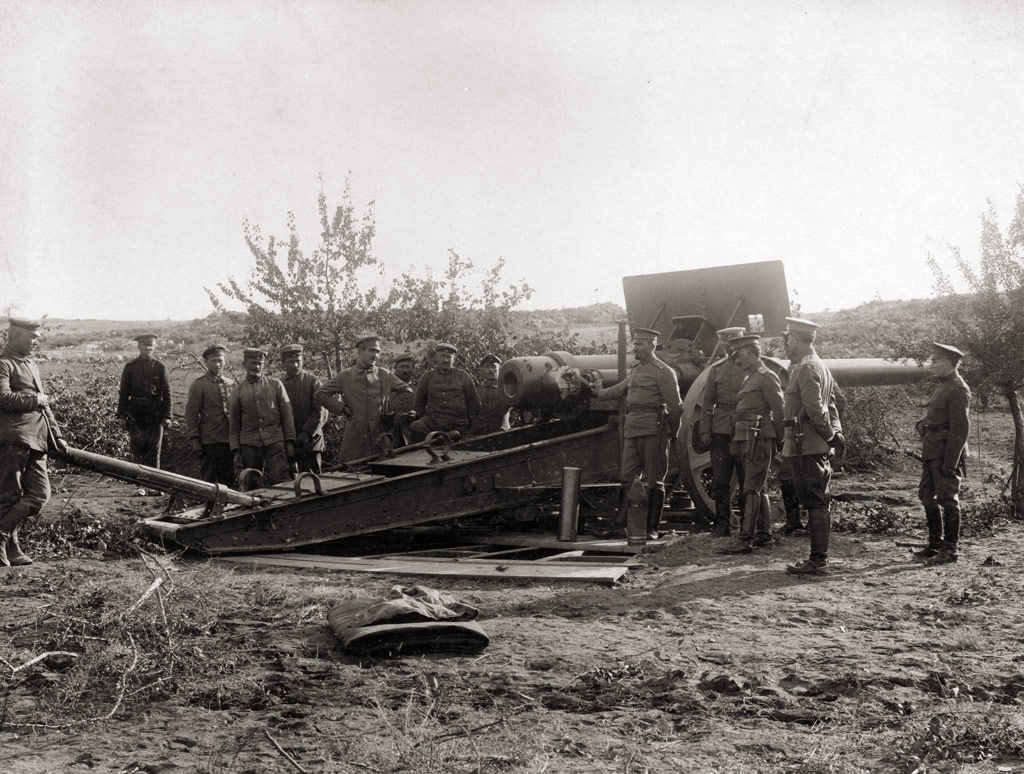
Im Einsatz in Bulgarien an der Thessaloniki Front
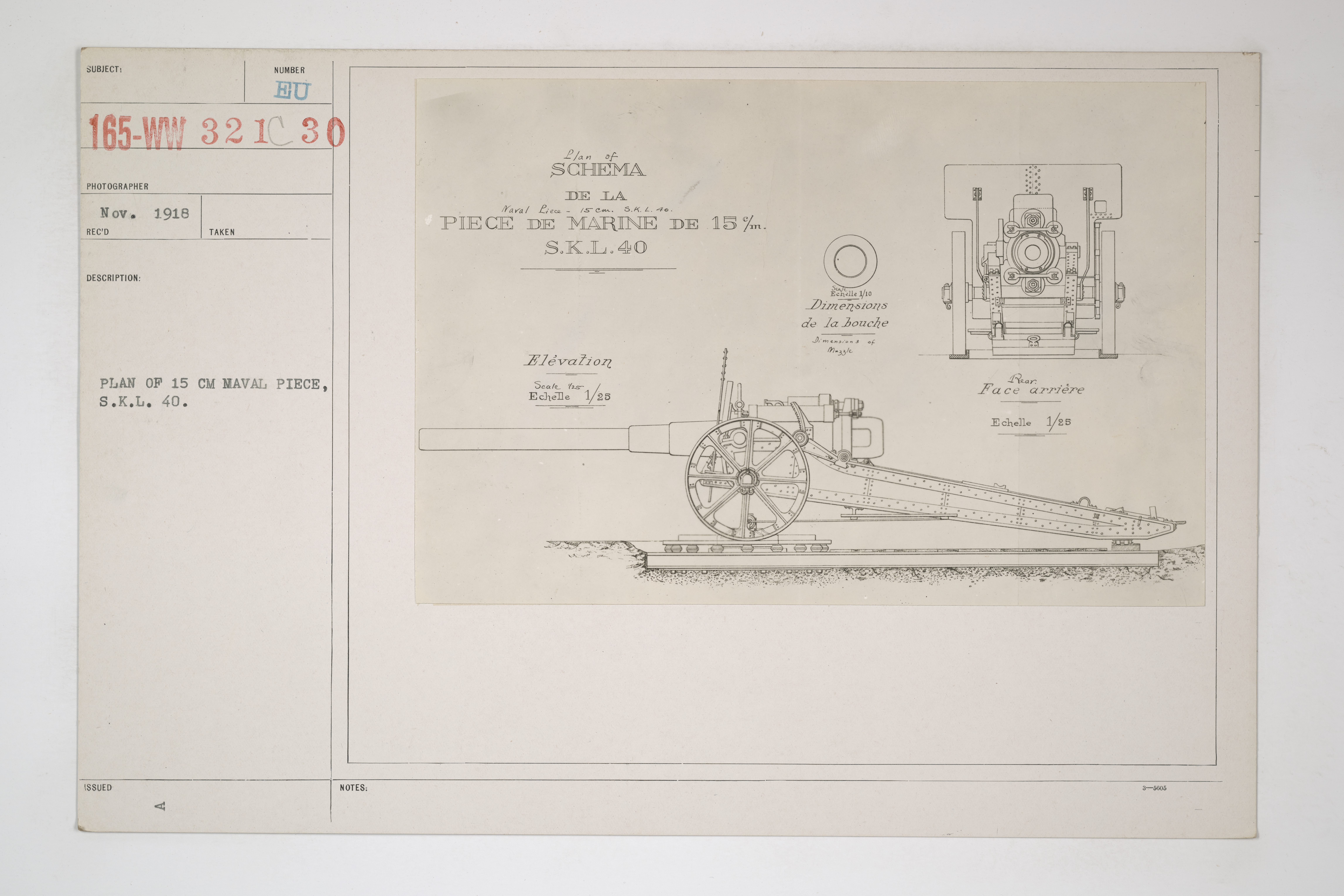
Französischer Beutekatalog